# Hyltesjö
Hyltesjö är en sjö i Halmstads kommun i Halland och ingår i Genevadsåns huvudavrinningsområde.